# Colón (Venezuela)
Colón is een gemeente in de Venezolaanse staat Zulia. De gemeente telt 153.000 inwoners. De hoofdplaats is San Carlos del Zulia.